# Station Pólko
Station Pólko is een voormalig spoorwegstation in de Poolse plaats Pólko.